# Wingwi Mjananza
Wingwi Mjananza è una circoscrizione rurale (rural ward) della Tanzania situata nel distretto di Micheweni, regione di Pemba Nord. Conta una popolazione di 1 702 abitanti (censimento 2012).